# جيمس وايت (نحات)
جيمس وايت (بالإنجليزية: James White)‏ هو نحات أسترالي، ولد في 2 ديسمبر 1861 في ليفربول في المملكة المتحدة، وتوفي في 14 يوليو 1918 في بريزبان في أستراليا.